# Маркевич Андрій Маркович
Андрій Маркович Маркевич (Маркович) (*бл.1674 р., м. Прилуки — †23 січня 1747 р.) — державний діяч Гетьманщини. Учасник Батуринського погрому 1708 р.. Український землевласник-латифундист. Сотник Глухівський (1709 — 1714), полковник Лубенський (1714–1727), Генеральний Підскарбій (1729–1740). Близький родич родини Гетьмана Івана Скоропадського. Кум Генерального Судді Івана Чарниша, який був одружений із небогою Маркевича. Сват Наказного Гетьмана Павла Полуботка. Батько Якова Маркевича, відомого філософа-мемуариста, одруженого з внучатою племінницею Гетьмана Іоанна Самойловича.

## Життєпис
Андрій був старшим сином Марка Аврамовича. Народився у Прилуці (тепер Чернігівська область).
Завдяки тому, що поріднився з гетьманом, посідав чільні уряди в гетьманській адміністрації. Спочатку він був прихильником гетьмана Мазепи. У 1708 р. Маркович був значковим військовим товаришем. Але приєднався до зрадників Гетьманщини — у листопаді 1708 р. перейшов на сторону московських військ і навіть разом з Меньшиковим брав участь у штурмі Батурина та масових убивствах цивільного населення.
- У 1709 р. Маркович їздив за завданням гетьмана Івана Скоропадського з посольством до Стамбула.
- У 1709–1714 рр. — глухівський сотник, у 1714–1727 рр. — лубенський полковник.
- У 1722 р. Андрій Маркович на чолі 10-тисячного козацького загону брав участь у московсько-іранській війні.

Володів у Гетьманщині багатими маєтностями й своє становище використовував для особистого збагачення, нещадно експлуатуючи місцеве населення, що привело до народних заворушень.
Усунений від влади Гетьманом Данилом Апостолом і відданий під слідство: проте завдяки підтримці своєї сестри Анастасії — дружини колишнього гетьмана Скоропадського, яка мала зв'язки з російським урядом, виправданий і, незважаючи на протест Апостола, призначений на Генерального Підскарбія (1729–1740 рр.).
- У 1734 р. Маркевич разом з М. Забілою і Ф. Лисенком увійшов за українською квотою до складу Правління Гетьманського Уряду.
- У 1740 р. вийшов в «абшит» у ранзі генерального обозного.

## Діти
- Маркевич Яків Андрійович